# Jean Amadou
Jean Marius Amadou (* 1. Oktober 1929 in Lons-le-Saunier; † 23. Oktober 2011 in Paris) war ein französischer Sänger und Humorist.

## Leben
Amadou begann seine Karriere beim Radio, wo er bei einem Pariser Sender moderierte. Neben Aktivitäten beim Fernsehen und Film als Schauspieler war er auch als Puppenspieler aktiv, mit denen er politische Ereignisse kommentierte. Amadou schrieb mehrere Bücher und war als Sänger Bestandteil der „Bébête Show“ von TF1.
Amadou präsentierte zahlreiche Radiosendungen; besonders bekannt wurden seine Sendungen bei France Inter und Europe 1. Seine Bühnenkarriere hatte in Lyon am „Théâtre des Célestins“ begonnen; bis Ende der 1950er Jahre war er mehrfach am „Théâtre La Bruyère“ und am Théâtre Hébertot der französischen Hauptstadt engagiert. Dort begann 1958 auch seine Laufbahn als Chansonnier; auch war Amadou mehrfach als Synchronsprecher tätig. Spät in seinem Leben, ab 1995, kehrte er zu seinen Anfängen als Bühnendarsteller zurück.
Von 1978 an veröffentlichte Amadou mehrere Bücher, die sich meist humoristisch mit der gesellschaftlichen Situation und den Befindlichkeiten seiner Landsleute auseinandersetzen.
Mehrere Auszeichnungen wurden Amadou zuteil; 1996 erhielt er den Ordre national du Mérite; 2001 den Prix Richelieu. 2005 folgte der Offiziersrang des Ordre des Arts et des Lettres, 2010 schließlich die Ernennung zum Ritter der Ehrenlegion.

## Filmografie (Auswahl)
- 1963: Le roi du village